# 高浜市立港小学校
高浜市立港小学校（たかはましりつ みなとしょうがっこう）は、愛知県高浜市碧海町にある公立小学校である。

## 地理
港小学校の学区は高浜市の南端に位置し、南側は高浜市と碧南市の境界である。学区は高浜市の中でも工業を主とする地域であり、1982年（昭和57年）時点では人口のうち60%が地場産業である窯業に関わっていた。敷地の北側には愛知県高浜高等技術専門校があり、敷地の南側は高浜川が流れている。北西300mにある碧海公園には、高浜市立図書館、高浜市体育センター、高浜市立武道館、野球場、碧海テニスコートなどがある。学区内には衣浦湾に面する田戸之浦があるが、本能寺の変の際には伊勢国から乗船した徳川家康がここで上陸して、岡崎城まで逃れたとされる。

## 歴史

### 年表
- 1976年（昭和51年）4月1日 - 高浜市立高浜小学校から分離して開校。[2][1]

### 沿革
最大時には児童数2000人以上に達していた高浜市立高浜小学校のマンモス校化の解消のために、1976年（昭和51年）4月1日に高浜市4番目の小学校として高浜市立港小学校が開校した。開校当初の学級数は15学級であり、児童数は501人だった。高浜市の地場産業である窯業（三州瓦）の衰退により、1995年（平成7年）には330人にまで減少したが、1996年（平成8年）に行われた学区の調整により、1997年（平成9年）には388人となっている。

### 児童数の変遷
『愛知県小中学校誌』（2018年）によると、児童数の変遷は以下の通りである。
| 1977年（昭和52年） | 460人 |  |
| 1987年（昭和62年） | 460人 |  |
| 1997年（平成9年）  | 388人 |  |
| 2007年（平成19年） | 334人 |  |
| 2017年（平成29年） | 426人 |  |